# Chengduplatån

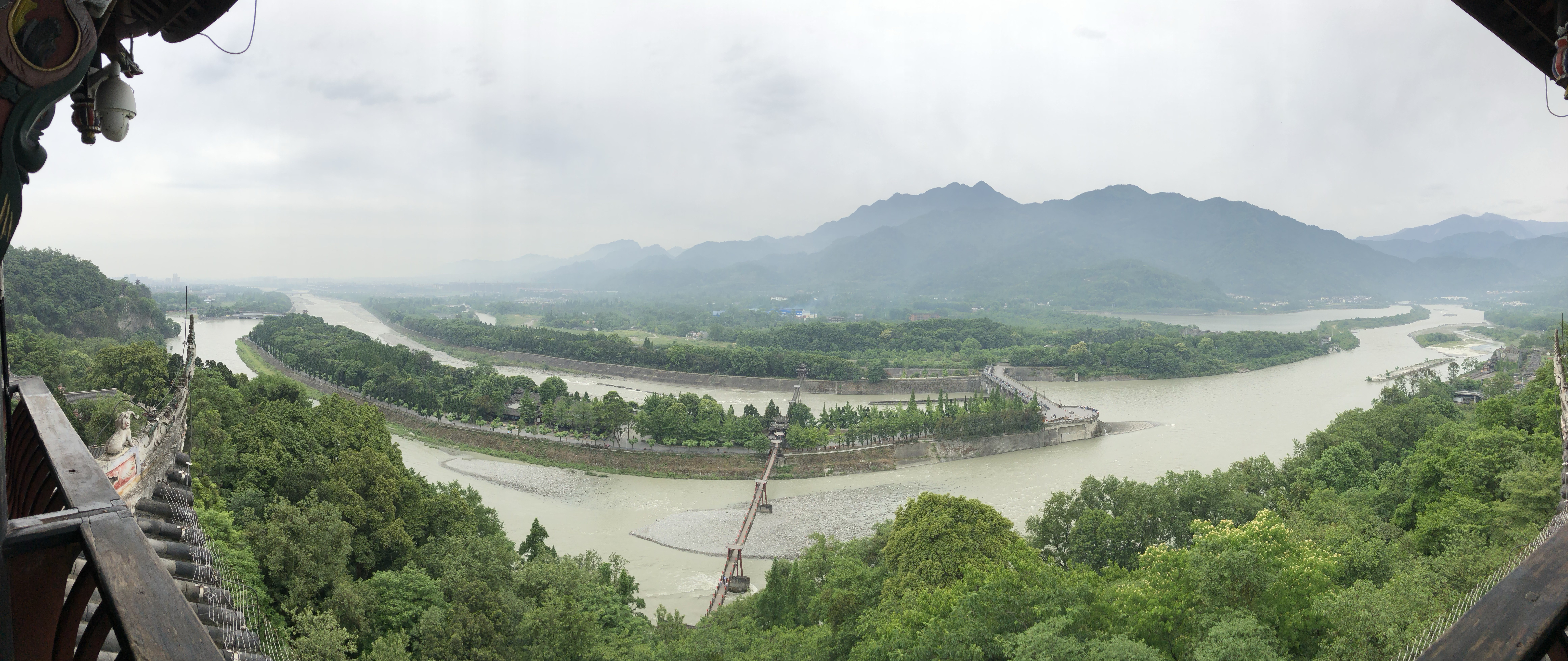
Dujiangyans bevattningssystem som skyddar Chengduplatån från översvämningshotet från Minfloden.

Chengduplatån (成都平原; Chéngdū píngyuán) är en slätt i Sichuanbäckenet i Kina.
Chengduplatån upptar ett område av 23 kvadratkilometer och är den största slätten i sydvästra Kina.
Platån har ett milt klimat, riklig nederbörd, bördig jord, och har en gynnsam naturlig miljö för jordbruksproduktion med hög avkastning och är en av de primära områdena för Kinas matproduktion.
Minfloden formar tillsammans med sina biflöden ett vattennät över Chengduplatån. För att skydda området under översvämningssäsongen uppfördes för mer än 2 200 år sedan Dujiangyans bevattningssystem, som tillsammans med Qingchengshan sedan år 2000 listas av Unesco som kulturellt världsarv.